# Peter Benckendorff
Erwin-Peter Benckendorff (* 1. Dezember 1943) ist ein deutscher Arzt und Fußballfunktionär.

## Leben
Benckendorff spielte Fußball bei Holstein Kiel, er studierte Medizin in Kiel und Wien. Zwischenzeitlich unterbrach er sein Studium und war als Vertreter von Arzneimitteln tätig. Auf die Anfertigung einer Doktorarbeit verzichtete er zunächst, erst 2005 legte er eine solche vor (Titel: Ante-versus-retrograde Marknagelung im distalen Femurdrittel: eine Ergebnisanalyse am Klinikum Bayreuth).
Benckendorff war als Assistenzarzt in einem Krankenhaus in Henstedt-Ulzburg beschäftigt. Sein Vorgesetzter war Ulrich Mann, damals Mannschaftsarzt des Hamburger SV. Benckendorff vertrat Mann in der Saison 1976/77 bei einigen Spielen als HSV-Arzt und wurde 1977 Mannschaftsarzt des FC St. Pauli. Diese Tätigkeit übte er bis Juni 2001 aus. Kurz nach der Zusammenarbeit mit dem FC St. Pauli wurde Benckendorff Ringarzt beim Bund Deutscher Berufsboxer. Das Amt hatte er bis Juni 2008 inne.
Im November 1999 zog Benckendorff in den Aufsichtsrat des FC St. Pauli ein und wurde auf der ersten Sitzung des Gremiums zum Vorsitzenden gewählt. Im November 2002 schied Benckendorff aus dem Aufsichtsrat aus. Während seiner Amtszeit als Aufsichtsratsvorsitzender trat er öffentlich als Unterstützer des in die Kritik geratenen St.-Pauli-Präsidenten Heinz Weisener auf, wofür Benckendorff von Teilen der Anhängerschaft angefeindet wurde.
Der Orthopäde und Sportmediziner Benckendorff machte sich als Arzt der Sportprominenz einen Namen, behandelte unter anderem Vitali und Wladimir Klitschko, Dariusz Michalczewski, Grit Breuer, Egon Müller und das Ensemble des Hamburg Balletts, beriet Usain Bolt und Franz Beckenbauer. Benckendorff war ebenfalls bei der in Deutschland ausgetragenen American-Football-Europameisterschaft 1989 im Einsatz.